# Mazan
 Mazan  es una población y comuna francesa, en la región de Provenza-Alpes-Costa Azul, departamento de Vaucluse, en el distrito de Carpentras y cantón de Carpentras-Sud.
Está integrada en la Communauté d'agglomération Ventoux - Comtat Venaissin.
La localidad está situada en el centro del antiguo Condado Venaissin.

## Demografía
| 2021 | 2320 | 2896 | 3729 | 4459 | 4943 |
| Para los censos de 1962 a 1999 la población legal corresponde a la población sin duplicidades (Fuente: INSEE [Consultar]) |      |      |      |      |      |

Forma parte de la aglomeración urbana de Aviñón.

## Personajes ilustres
- Jacques Bernus (1650-1728), escultor.
- Gisèle Pelicot (1952), gerente logística francesa, sobreviviente de violación por sedación química.